# 밀 에스파너
밀 에스파너(아일랜드어: Míl Espáine)는 아일랜드 신화에서 아일랜드섬의 마지막 도래인이며 오늘날의 게일인의 조상 민족인 밀레시안의 중시조라고 하는 인물이다. "밀레시안" 자체가 "밀의 아들들"이라는 뜻이다. 빌레의 아들이며 브로간의 손자다.
"밀 에스파너"라는 이름은 라틴어 밀레스 히스파니아이(라틴어: Miles Hispaniae)가 게일어화된 것이며, 그 뜻은 "히스파니아의 병사"라는 뜻이다. 『에린 침략의 서』에서 그의 진짜 이름은 갈람(Galam)이며, 이는 콜룸바와 같고 맬컴(Malcolm)이나 칼룸(Callum) 같은 이름과 어원을 공유한다고 한다. 에린섬(아일랜드섬)을 마지막으로 정복한 것이 "히스파니아의 병사의 세 아들들", 즉 밀 에스파너의 세 아들들인 것이다. 어째서 뜬금없이 히스파니아가 게일 민족의 출신 지역으로 신화상에서 설정되어 있는지에 관해서는 제설이 있다. 네덜란드 학자 안톤 헤라르트 판 하멀은 그 연원을 이시도루스 히스팔렌시스가 『고트인, 반달인, 수에비 열왕사』에서 게르만 민족의 대이동 당시 히스파니아를 "모든 종족의 어머니"로 평가한 것에서 연원을 찾았다. 어쩌면 고전시대의 지리학자들은 아일랜드섬이 이베리아반도와 가까운 곳에 위치해 있다고 착각했을 수도 있다. 당장 『에린 침략의 서』 제100절에서 브로간의 탑 위에 올라가면 바다 건너 에린이 보였다고 적고 있다.
아무튼 "밀 에스파너" 갈람은 스키티아와 이집트에서 병사로 복무하다가 자기 후손이 에린을 지배하게 될 것이라는 예언을 받고 서쪽으로 갔다. 가는 도중에 싸움을 거듭하여 그 본인은 히스파니아 땅에서 죽었고, 에린 땅을 밟지 못했다.  그 뒤 밀 에스파너의 삼촌 이흐가 탑 위에서 에린을 발견하고 밀 에스파너의 아내 스코타와 함께 에린을 정탐하기 위해 건너갔다가 선주민족인 투어허 데 다넌에게 죽임을 당했다. 이흐의 시체가 이베리아로 돌아오자 밀 에스파너의 여덟 아들들과 이흐의 아홉 형제들이 복수를 위해 에린을 공격했고 투어허 데 다넌에게 승리했다.
족보학자 존 오하르트가 작성한 신화적 족보에서 밀 에스파너는 모든 아일랜드인의 조상으로 되어 있다.